# Ебергард II (герцог Вюртембергу)
Ебергард II (нім. Eberhard II.; 1 лютого 1447– 17 лютого 1504) — 2-й герцог Вюртембергу в 1496—1498 роках. За загальною нумерацією Ебергард VI.

## Життєпис
Походив з Вюртемберзького дому. Старший син Ульріха I, графа Вюртемберг-Штутгарта, і його другої дружини Єлизавети Лансгут-Баварської. Народився 1447 року в Вайблінгені. Виховання й освіту здобув при дворі герцогів Бургундії в Діжоні. У 1461 році був учасником коронації Людовика XI, короля Франції, в Реймсі. 1462 року повертається до Вюртемберг-Штутгарта. До 1467 року оженився на представниці династії Гогенцоллернів.
1473 року відповідно до угоди його батька з Ебергардом I, графом Вюртемберг-Ураха, отримав права щодо спадкування володінь останнього.
У 1480 році після смерті батька успадкував графство Вюртемберг-Штутгарт як Ебергард I. Втім вже 1482 року уклав Мюнзінгерську угоду з Ебергардом I Вюртемберг-Урахом щодо передачі тому графства Вюртемберг-Штутгарт. Втім Ебергард зберіг титул графа Вюртемберг-Штутгартського. 1489 року права Ебергарда були обмежені старою частиною Штутгарта.
1496 року після смерті герцога Ебергарда I успадкував Вюртемберг і графство Монбельяр. Втім права Ебергард II відповідно до Есслінгерського договору 1492 року були обмежені регентською радою у складі 12 осіб. Невдовзі новий герцог вступив у конфлікт з вюртемберзькою знаттю, ліквідувавши регентську раду. У 1498 році в Штутгарті вюртемберзькими станами було скликаний сейм, рішенням якого було відновлено регентство. Тоді Ебергард II разом зі скарбницею втік до Ульму. Сейм оголосив, що відмовляється підкорятися йому.
Зрештою у справу втрутився імператор Максиміліан I, який змусив Ебергарда II відповідно до рішення Горбського арбітражу зректися влади на користь небожа Ульріха та залишити Вюртемберг в обмін на щорічну пенсію в 6 тис. гульденів.
Ебергард перебрався до Пфальцу, де 1504 року помер в замку Лінденфельс в Оденвальді. Поховано у колегіальній церкві Гайдельберга.

## Родина
Дружина — Єлизавета, донька Альбрехта III Гогенцоллерна, курфюрста Бранденбурзького
Діти: не було